# ASTRO (曲)
「ASTRO」（アストロ）は、KEYTALKの楽曲で、メジャー10枚目（通算13枚目）のシングル。2017年1月25日にGetting Betterから発売された。

## 概要
カラーケース仕様の完全限定生産盤として発売され、特典としてオリジナルステッカーが封入されていた。カップリングにはシングル「KTEP」やミニアルバム『TIMES SQUARE』の収録曲「amy」のライブ音源を収録している。また、発売後の2017年5月にはスマートフォン用サスペンスRPG『Black Rose Suspects』のメインストーリー「シーズン3」のテーマソングに起用された。

## 収録曲
全作詞・作曲：首藤義勝
1. ASTRO
2. amy (Live)